# Karina González
 (octobre 2011).
Si vous disposez d'ouvrages ou d'articles de référence ou si vous connaissez des sites web de qualité traitant du thème abordé ici, merci de compléter l'article en donnant les références utiles à sa vérifiabilité et en les liant à la section « Notes et références ».
Karina González, née le 28 mars 1991 à Aguascalientes, est une mannequin mexicaine, qui est élue Miss Mexique 2012, elle présentera son pays à l'élection de Miss Univers 2012.